# Malay-le-Petit
Malay-le-Petit település Franciaországban, Yonne megyében. Lakosainak száma 310 fő (2022. január 1.). Malay-le-Petit Saligny, Malay-le-Grand, Noé, Les Vallées de la Vanne és Villiers-Louis községekkel határos.

## Népesség
A település népességének változása:
| Lakosok száma | 380  | 367  | 363  | 339  | 333  | 327  | 321  | 315  | 310  |
|               | 2013 | 2015 | 2016 | 2017 | 2018 | 2019 | 2020 | 2021 | 2022 |